# NGC 5177
NGC 5177 (другие обозначения — MCG 2-34-19, ZWG 72.91, PGC 47337) — галактика в созвездии Дева.
Этот объект входит в число перечисленных в оригинальной редакции «Нового общего каталога».